# Cat Chaser
Cat Chaser és una pel·lícula estatunidenca dirigida per Abel Ferrara, estrenada el 1989 i protagonitzada per Peter Weller i Kelly McGillis, basada en la novel·la del mateix nom d'Elmore Leonard. Va ser adaptada per Leonard i James Borelli. Rodar no va ser una experiència feliç per a McGillis, que no feia cap pel·lícula important des de feia gairebé una dècada. Deia el 2001: "Va ser l'experiència més odiosa de la meva vida, i deia, si això és què serà la representació, no ho faré. El darrer dia de rodatge, li deia a Abel, Fes-te fotre, no vull tornar a actuar.
La pel·lícula es va estrenar en VHS als Estats Units el 1991 per Vestron Video i al Regne Unit el 1994 per 4 Front i per primera vegada en DVD el 2003 per Lion's Gate, i sortia al Regne Unit el 2004 per Arrows Films.

## Argument
George Moran, un veterà de la intervenció militar nord-americana, antic combatent a la República Dominicana i en l'actualitat propietari d'un hotel de Miami, torna a Santo Domingo amb la finalitat de localitzar a la dona que li va posar el malnom de "Caçador de gats". En el seu lloc es troba a Mary, una dona casada amb l'exdirector de la policia secreta del país, i inicia una apassionant història amb ella...

## Repartiment
- Peter Weller: George Moran
- Kelly McGillis: Mary DeBoya
- Charles Durning: Jiggs Scully
- Frederic Forrest: Nolen Tyner
- Tomas Milian: Andres DeBoya
- Juan Fernández de Alarcon: Rafi
- Kelly Jo Minter: Loret
- Phil Leeds: Jerry Shea

## Critica
La pel·lícula va rebre ressenyes diverses:  Variety  deia: "Malgrat un càsting bo i la direcció d'Abel Ferrara, la imatge no té força encara que naturalment es pot veure." Entertainment Weekly Diu que la pel·lícula és "barrocament sòrdida" i que no té sentit. The Roanoke Times descriu la pel·lícula: "Malgrat alguns defectes seriosos, 'Cat Chaser' és una de les millors adaptacions a la pantalla d'una novel·la d'Elmore Leonard". Weller criticava la rígida actuació de Mick Martin i Marsha Porter a The Video Movie Guide 1995.'